# Lockhart (Texas)
Lockhart város az Amerikai Egyesült Államok Texas államában, Caldwell megyében, melynek megyeszékhelye is. Lakosainak száma 14 379 fő (2020. április 1.).

## Népesség
A település népességének változása:

| 2010 | 12 698 |
| 2020 | 14 379 |